# Kasasjön
Kasasjön är en sjö i Örnsköldsviks kommun i Ångermanland och ingår i Gideälven-Idbyåns kustområde. Sjön har en area på 0,168 kvadratkilometer och ligger 22 meter över havet. Sjön avvattnas av vattendraget Flärkån.

## Delavrinningsområde
Kasasjön ingår i det delavrinningsområde (702781-166344) som SMHI kallar för Utloppet av Kasasjön. Medelhöjden är 30 meter över havet och ytan är 0,82 kvadratkilometer. Räknas de 4 avrinningsområdena uppströms in blir den ackumulerade arean 16,55 kvadratkilometer. Avrinningsområdets utflöde Flärkån mynnar i havet. Avrinningsområdet består mestadels av skog (28 procent), öppen mark (29 procent) och jordbruk (20 procent). Avrinningsområdet har 0,16 kvadratkilometer vattenytor vilket ger det en sjöprocent på 20,1 procent.